# 捷列什哈
50°56′45″N 32°44′45″E / 50.94583°N 32.74583°E
捷列什哈（烏克蘭語：Терешиха），是烏克蘭北部的村莊，隸屬切爾尼希夫州的尼任區。該村始建於1740年，面積0.11平方公里，海拔高度145米，2006年人口393，人口密度每平方公里3,509人。